# Страхов, Николай Николаевич (философ)
Никола́й Никола́евич Стра́хов (16 (28) октября 1828, Белгород, Курская губерния — 24 января (5 февраля) 1896, Санкт-Петербург) — русский философ

, публицист, литературный критик, член-корреспондент Петербургской академии наук (1889). Действительный статский советник.
В книгах «Мир как целое» (1872), «О вечных истинах» (1887), «Философские очерки» (1895) высшей формой познания считал религию, критиковал современный материализм, а также спиритизм; в публицистике разделял идеи почвенничества. Автор статей о Л. Н. Толстом (в том числе о «Войне и мире»); первый биограф Ф. М. Достоевского (одновременно с О. Ф. Миллером).

## Биография
Родился в Белгороде, в семье священника, магистра Киевской духовной академии и преподавателя словесности Белгородской семинарии. После смерти отца девятилетним был взят на воспитание братом матери, ректором Каменец-Подольской и затем Костромской семинарии. Из Костромской духовной семинарии, которую он окончил в 1845 году, Страхов вынес глубокие религиозные убеждения, которые не покидали его на протяжении всей жизни и составили впоследствии важнейший элемент его философии.
Сравнительно рано у Страхова проявился интерес к естествознанию. В 1844 году он поступил в Императорский Санкт-Петербургский университет на факультет камеральных наук, а через два года, по недостатку средств на оплату обучения, перевёлся в Главный педагогический институт на физико-математическое отделение. После окончания в 1851 году полного курса института, Страхов был направлен старшим учителем математики и физики во 2-ю Одесскую гимназию; затем преподавал физику и математику в других гимназиях; во 2-й Санкт-Петербургской гимназии преподавал естественную историю с 1852 года. В 1867 году в Императорском Санкт-Петербургском университете защитил магистерскую диссертацию «О костьях запястья млекопитающих». Примерно с этого же времени началась его литературная, философская и публицистическая деятельность, ставшая основным содержанием и смыслом всей дальнейшей его жизни.
Страхов служил библиотекарем, заведующим юридическим отделом Императорской публичной библиотеки.
В 1865—1867 годах Страхов жил исключительно переводами. Ему принадлежит целый ряд крупных переводов: «История новой философии» и «Бэкон Веруламский» Куно Фишера, «Об уме и познании» Тэна, «Введение в изучению опытной медицины» Клода Бернара, «История материализма» Ланге, «Жизнь птиц» Брема, «Воспоминания» Ренана, «Вольтера» Штрауса.
Вопросам философии естествознания посвящены сборники «О методе естественных наук и значении их в общем образовании» и «Мир как целое, черты из науки о природе».
Кроме того, Страховым написано большое количество статей, рефератов научных работ, часть которых вошла в «Философские очерки».
Большой общественный резонанс получило сочинение Страхова, вышедшее в трёх книжках под общим заголовком «Борьба с Западом в нашей литературе» (1883). Автор анализирует европейский рационализм, критикует взгляды Милля, Ренана, Штрауса, отвергает дарвинизм и стремится перетолковать творчество русских писателей в славянофильском духе. Отчётливо проявилось увлечение идеями Ап. Григорьева и A. Шопенгауэра. Первое сближает Страхова с «почвенниками» (хотя, как отмечает C. А. Левицкий, значение его выходит за пределы «почвенничества»). Второе сближает Страхова с Л. Н. Толстым (и заставляет отречься от другого кумира, Ф. M. Достоевского). «Разоблачая» Запад как царство «рационализма», Страхов настойчиво подчёркивает самобытность русской культуры, становится горячим сторонником и пропагандистом идей H. Я. Данилевского о различии культурно-исторических типов. Почвенничество у Страхова завершается в борьбе против всего строя западного секуляризма и в безоговорочном следовании религиозно-мистическому пониманию культуры у Л. H. Толстого.
Следует отметить, что даже современники порой путали его с полным тёзкой — православным философом Николаем Николаевичем Страховым (1852—1929).

## Роль в журналистике
Страхов был активным сотрудником «почвеннических» журналов «Время», «Эпоха», «Заря». Отстаивал идеи русской самобытности и монархии, критиковал либеральные и нигилистические воззрения, бывшие весьма популярными, высказывал враждебное отношение к Западу. Опубликовал ряд статей против Чернышевского и Писарева.
В 1863 году, во время подавления правительственными войсками польского восстания, Страхов опубликовал под псевдонимом Русский статью «Роковой вопрос» в журнале братьев Достоевских «Время». Вскоре в газете «Московские ведомости» (1863. — № 109) появилась возмущённая заметка третьестепенного литератора Петерсона, который обвинял анонимного автора в предательстве русских национальных интересов. Заметка Петерсона сыграла роль политического доноса. Уже через два дня после её появления, 24 мая 1863 года, последовало «высочайшее распоряжение» о закрытии журнала «Время». Официальное распоряжение было опубликовано в газете «Северная пчела» 1 июня 1863 года. Ответ Петерсону, написанный от лица редакции Ф. М. Достоевским, не был пропущен цензурой.

## Роль в философии
Страхов был философом-идеалистом, стремившимся истолковать науку в пантеистическом духе и построить систему «рационального естествознания», основанную на религии.
Свой взгляд на мир Страхов высказал следующим образом: «Мир есть целое, то есть он связан во всех направлениях, в каких только может его рассматривать наш ум. Мир есть единое целое, то есть он не распадается на две, на три или вообще на несколько сущностей, связанных независимо от их собственных свойств. Такое единство мира можно получить не иначе, как, одухотворив природу, признав, что истинная сущность вещей состоит в различных степенях воплощающегося духа». Таким образом, корень всего бытия как связного целого — вечное духовное начало, которое и составляет подлинное единство мира.
«Узлом мироздания», в котором как бы сплетаются вещественная и духовная стороны бытия, по Страхову, является человек. Но «ни тело не становится субъективным, ни душа не получает объективности; эти два мира остаются строго разграниченными».
Главное философское произведение Страхова — «Мир как целое» практически не было замечено современниками.
Равнодушие, или вернее слепота к его философскому творчеству — наследственная болезнь, перешедшая от «советских» философов к большинству «российских». Н. П. Ильин [1,33]
Страхов, опережая своё время, совершает тот «антропологический переворот», который станет одной из центральных тем более поздней русской религиозной философии: проводя идею об органичности и иерархичности мира, усматривает в человеке «центральный узел мироздания».
Своё религиозное мировоззрение Страхов в большей степени стремился обосновать при помощи доказательства от противного. Главный объект его философской полемики — борьба с западноевропейским рационализмом, для которого он изобрёл термин «просвещенство». Под просвещенством он понимал веру во всесилие человеческого рассудка и преклонение, доходящее до идолопоклонства перед достижениями и выводами естественных наук. То и другое, по мысли Страхова, служит философской базой для обоснования материализма и утилитаризма, весьма популярных в то время и на Западе и в России.

## Общее значение деятельности
По мнению С. А. Левицкого, «Страхов явился промежуточным звеном между позднейшими славянофилами и русским религиозно-философским ренессансом». Правильной и объективной оценке философского творчества Страхова мешало (а отчасти и продолжает мешать) отсутствие собрания его сочинений, его вечное пребывание в «тени великих» (главным образом Толстого и Достоевского).
Если оценивать роль и значение Страхова беспристрастно, то станут очевидны и его неоспоримые заслуги перед русской философией и культурой, и его уникальность (нельзя безоговорочно зачислить его ни в какой философский или мировоззренческий лагерь).
Н. Страхов был одним из первых, кто оценил огромное литературное значение романа Л. Н. Толстого «Война и мир».

## Оценка творчества Ф. М. Достоевского
В 1867 году в журнале «Отечественные записки» Н. Н. Страхов напечатал статью о романе Достоевского «Преступление и наказание».
Н. Н. Страхов главным отличительным творческим качеством Достоевского считал его «способность к очень широкой симпатии, умение симпатизировать жизни в очень низменных её проявлениях, проницательность, способную открывать истинно-человеческие движения в душах искаженных и подавленных, по-видимому, до конца», умение «с большой тонкостью рисовать» внутреннюю жизнь людей, при этом в главные лица у него выводятся «люди слабые, от тех или других причин больные душою, доходящие до последних пределов упадка душевных сил, до помрачения ума, до преступления». Постоянной темой его произведений Страхов называл борьбу «между тою искрою Божиею, которая может гореть в каждом человеке, и всякого рода внутренними недугами, одолевающими людей».

## Страхов и дарвинизм
Страхов написал хвалебную статью о книге Н. Я. Данилевского, посвящённой опровержению дарвинизма. Эта статья способствовала известности книги, которая дотоле прошла незамеченной, и профессор-биолог К. А. Тимирязев посвятил разбору как книги Данилевского, так и статьи Страхова публичную лекцию, текст которой с дополнениями потом напечатал. В следующей статье под заглавием «Всегдашняя ошибка дарвинистов» Страхов устроил разбор публикации Тимирязева и очередной раунд апологетики Данилевского, на что Тимирязев напечатал очередное опровержение «Бессильная злоба антидарвиниста». В нём Тимирязев подвергает критике как содержательную часть аргументации Страхова и Данилевского, снова разбирая допущенные ими логические ошибки и применённые подтасовки, искажения и демагогические приёмы, так и бойкий тон и панибратское отношение Страхова к себе.

## Награды
Удостоен орденов Св. Владимира 3-й степени и Св. Анны 2-й степени и Св. Станислава 1-й степени; медали «В память войны 1853—1856» темной бронзы.
Член-корреспондент Петербургской академии наук (с 1889), почётный член Психологического и Славянского обществ.

## Место погребения
Похоронен в Санкт-Петербурге на Новодевичьем кладбище.